# A Wilhelm Scream
A Wilhelm Scream (kurz: AWS oder Wilhelm) ist eine US-amerikanische Melodic-Hardcore-Band aus New Bedford. Bis 2002 trat die Band unter dem Namen „Smackin' Isaiah“ auf.

## Bandname
Der neue Bandname leitet sich von Wilhelm Scream, einem erstmals 1951 eingesetzten Soundeffekt in Kinofilmen, ab. Seit 2004 steht die Band bei Nitro Records unter Vertrag, was ihr auch internationale Beachtung einbrachte.

## Geschichte
Nach Auftritten in den USA tourte die Band 2006 dreimal durch Europa: Im Januar im Vorprogramm von Lagwagon, im Mai zusammen mit Anti-Flag und The Unseen und im Spätsommer als Vorband von Rise Against. Im Jahr 2007 waren A Wilhelm Scream zum ersten Mal als Headliner in Europa. 2008 und 2010 tourte die Band zudem als Vorband von Pennywise durch Europa.

## Diskografie

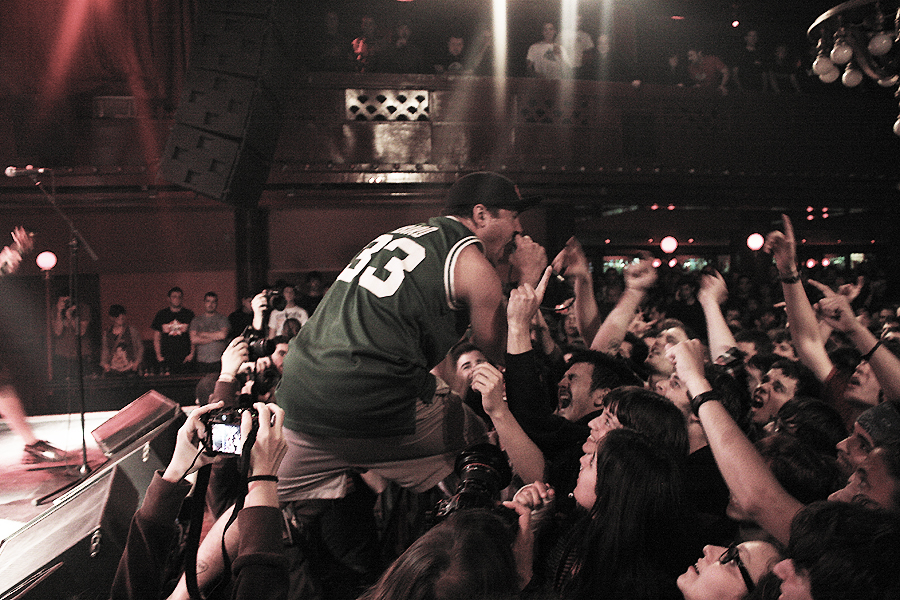
A Wilhelm Scream in Barcelona (2010)

### Als Smackin’ Isaiah
- 2001: The Way to a Girls Heart Is Through Her Boyfriends Stomach, All About Records
- 2002: The Champagne of Bands...We Know Sexy (EP), Fork in Hands Records

### Als A Wilhelm Scream
- 2002: Benefits of Thinking Outloud, Jumpstart
- 2004: Mute Print, Nitro Records
- 2005: Ruiner, Nitro Records
- 2006: Diver EP, Jumpstart Records
- 2007: Career Suicide Nitro Records
- 2009: A Wilhelm Scream (EP)
- 2013: Partycrasher, No Idea Records
- 2022: Lose Your Delusion